# Rachel Nicol (nadadora)
Rachel Nicol (Regina, 16 de febrero de 1993) es una deportista canadiense que compite en natación, especialista en el estilo espalda.
Ganó una medalla de bronce en el Campeonato Mundial de Natación de 2022, en la prueba de 4 × 100 m estilos. En los Juegos Panamericanos obtuvo tres medallas, dos en 2015 y una en 2023.
Participó en los Juegos Olímpicos de Río de Janeiro 2016, ocupando el quinto lugar en la prueba de 100 m espalda.

## Palmarés internacional
| Campeonato Mundial   | Campeonato Mundial | Campeonato Mundial | Campeonato Mundial |
| Año                  | Lugar              | Medalla            | Prueba             |
| -------------------- | ------------------ | ------------------ | ------------------ |
| 2022                 | Budapest (Hungría) | Medalla de bronce  | 4 × 100 m estilos  |
| Juegos Panamericanos |                    |                    |                    |
| Año                  | Lugar              | Medalla            | Prueba             |
| 2015                 | Toronto (Canadá)   | Medalla de plata   | 4 × 100 m estilos  |
| 2015                 | Toronto (Canadá)   | Medalla de bronce  | 100 m braza        |
| 2023                 | Santiago (Chile)   | Medalla de oro     | 4 × 100 m estilos  |